# Pavao Bačić
Pavao Bačić (Subotica, 1. kolovoza 1921. – Subotica, 22. lipnja 1984.) je bio bački hrvatski književnik. Pisao je satirične pjesme, drame, eseje, kratke priče. Pisao je i djela za djecu.
Po struci je bio glazbeni pedagog, pa se bavio i skladanjem.

## Djela
- Smrti usprkos, zbirka kratkih priča, 1970.
- Oštro pero od gume, 1969.
- Stihovna satira = Szatirikus versek , zbirka pjesama, 1968.
- Pere Tumbas Hajo - umjetnik tamburice, monografija
- Salašari silom varošani, komedija

Napisao je još nekoliko dječjih dramskih igrokaza, koja su doživjela brojna uprizorenja diljem bivše Jugoslavije.
Svojim djelima je ušao u antologije poezije i proze bunjevačkih Hrvata iz 1971., sastavljača Geze Kikića, u izdanju Matice hrvatske, a obrađen je i u djelu Književnost podunavskih Hrvata u XX. stoljeću  Ante Sekulića.
Neka djela su mu prevedena i na mađarski jezik, a preveo ih je bački hrvatski književnik Matija Molcer.

## Vanjske poveznice
- (mađ.) Eötvös József Főiskola, Baja  Arhivirana inačica izvorne stranice od 1. travnja 2010. (Wayback Machine) Nemzetiségi referens felsőfokú szakképzési program - A horvát kisebbség irodalma I.II.III.
- Antologija proze bunjevačkih Hrvata  Arhivirana inačica izvorne stranice od 15. travnja 2008. (Wayback Machine)
- Antologija poezije bunjevačkih Hrvata  Arhivirana inačica izvorne stranice od 17. travnja 2008. (Wayback Machine)